# Critique du développement
La critique du développement désigne les critiques de la modernisation et de ses aspects centraux : techniques modernes, industrialisation, capitalisme et mondialisation économique. Un concept proche est l'anti-modernisme.

## Thématiques
Souvent les critiques du développement considèrent la modernisation comme négative, tant pour les humains que pour l'environnement. Ces critiques peuvent s'appuyer sur des vertus ou des valeurs de domaines aussi variés que la tradition, la religion, la spiritualité, l'écologisme, l'esthétique, le pacifisme et l'agriculture.
Les problèmes écologiques sont une motivation importante des critiques du développement. Nombre de celles-ci sont arrivés à leurs conclusions après avoir reconnu la société moderne comme une menace pour l'environnement.
Le bonheur est un autre thème central de la critique du développement. Malgré la complexité de leurs objectifs et la quantité de temps de travail, les sociétés modernes n'aident pas à atteindre le bonheur d'après les critiques du développement. D'après eux, le bonheur serait plus difficile à atteindre dans une société moderne que dans une société de type primitive.
Souvent sont critiqués des concepts utilisés par les sociétés modernes tels que la  pauvreté et des indicateurs économiques tels que l'Indicateur de développement humain et le produit intérieur brut. Les critiques du développement disent que ces concepts rendent faussement morne aux yeux des populations modernes la vie des sociétés primitives ou alternatives. Ils disent également que la société moderne établit des standards subjectifs de bien-être et juge les autres sociétés à travers le prisme de ces standards, tel que l'espérance de vie. L'aide au développement est pour eux paradoxalement une source de misère et de problèmes. Certains considèrent même le mot "développement" comme négatif et pensent qu'il représente un impérialisme conceptuel.
Les critiques du développement sont en général orientées à gauche et favorisent des idées telles que le pacifisme et la démocratie locale directe, bien qu'il y ait des exceptions misanthropiques qui blâment la nature humaine pour la destruction de l'environnement ou des terroristes comme l'Unabomber.
Parmi les disciplines académiques, la critique du développement est étroitement associée à la sociologie du développement et à l'anthropologie.

## Auteurs
De nombreux penseurs du passé sont vus comme des précurseurs de la critique du développement (avant même que la notion de développement apparaisse). Le Syllabus du pape Pie IX en 1864 condamnait de nombreux aspects de la culture moderne, incluant la liberté de religion et la séparation de l'Église et de l'État ; ceci provoqua une crise moderniste dans l'Église catholique romaine qui perdure jusqu'à maintenant dans sa critique des technologies modernes et des aspects fondamentaux de la société moderne. 
Un autre critique célèbre de la vie moderne était l'écrivain Henry David Thoreau, qui préférait mener une vie simple en milieu rural qu'à la ville.
Le plus connu était Mohandas Gandhi, qui critiquait fortement les techniques modernes et beaucoup d'aspects de la culture occidentale. Comme beaucoup d'autres critiques du développement, il recommandait la production locale de nourriture plutôt que de recourir au commerce ; thème repris par les critiques de la mondialisation.

### Autres critiques du développement
- Edward Abbey
- Stanley Diamond
- Arturo Escobar
- Gustavo Esteva
- René Guénon
- Martin Heidegger
- Ivan Illich
- Derrick Jensen
- Pentti Linkola
- François Partant
- Gilbert Rist
- Vandana Shiva

### Littérature de la critique du développement
- (en) Arturo Escobar: Encountering Development (1995).
- (en) The Development Dictionary, edited by Wolfgang Sachs, Zed Books, 1991.
- (en) Mohandas Gandhi: Hind Swaraj (1909), traduction française Leur civilisation et notre délivrance, Paris, Denoël, 1957 ; réédition sous le titre Hind Swaraj. L'émancipation à l'indienne, Fayard, 2014.
- (en) Ivan Illich: Tools for Conviviality (1973), traduction française La convivialité, Seuil, 1973.
- (en) The Post-Development Reader, compiled and introduced by Majid Rahnema with Victoria Bawtree, Zed Books, 1997.
- Gilbert Rist, Le développement, Histoire d'une croyance occidentale, Presses de Sciences Po, Paris, 1996.
- (en) Henry Thoreau : Walden ou la vie dans les bois (1854).